# Karl Culley
Pour les articles homonymes, voir Culley.
Karl Culley, né le 11 octobre 1979,  est un guitariste fingerstyle, chanteur et poète d'origine anglaise qui réside actuellement en Pologne. Son jeu de guitare percussif a été comparé à celui de John Martyn, de José González et de Bert Jansch,.
Culley a enregistré son premier album, Bundle of Nerves, sur l'île écossaise de Jura. Après sa sortie en 2010, il a fait l'objet de critiques positives et le magazine Mojo l'a donné 4 étoiles sur 5, le caractérisant d'"impressionnant".
Son deuxième disque, The Owl, a été enregistré à York et à Harrogate, sa ville natale. The Sunday Express a donné The Owl 4 étoiles sur 5 et a comparé Culley à Tim Buckley et à José González.

## Discographie
- 2010 : Bundle of Nerves[6]
- 2011 : The Owl[7]
- 2013 : Phosphor[1]